# Catedral de Notre-Dame de Amiens
A Catedral de Notre-Dame de Amiens é uma catedral gótica francesa, edificada em Amiens. Começou a ser construída em 1220, inspirada nas catedrais de Notre-Dame de Chartres e de Paris.
Esta monumental catedral localiza-se em Amiens, a maior cidade da Picardia, no vale do Rio Somme, 100 km a norte de Paris.
É uma das maiores catedrais góticas da França, com o seu grande volume interior de aproximadamente 200 000 m³. As abóbadas de aresta da nave central medem 42,30 metros de altura, e são as maiores abóbadas de uma nave de todas as catedrais francesas cuja construção foi terminada, medidas passadas somente pela Catedral de Beauvais. 
A catedral foi listada como Património Mundial da Unesco em 1981.

## Construção

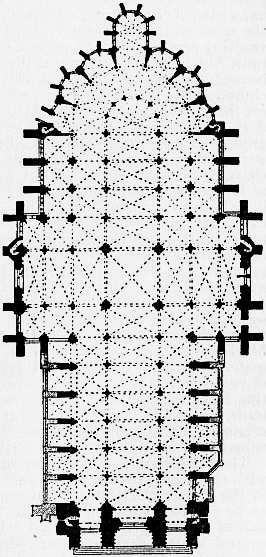
Planta da Catedral de Amiens. Ilustração de 1911 Encyclopædia Britannica, artigo Arquitetura.

Os documentos relativos a construção da catedral gótico podem ter se perdido após o incêndio que destruiu o arquivo público da catedral por volta de 1218 e outros incidentes em 1258.
O Bispo Evrard de Fouilly iniciou os trabalhos de construção da catedral em 1220. Robert de Luzarches ocupou o posto de arquiteto até 1228 e foi substituído por Thomas de Cormont até 1258.
Seu filho, Renaud de Cormont, atuou como arquiteto até 1288.
A crônica de Corbie referencia a data de conclusão das obras em 1266, porém as etapas de finalização prosseguiram além desta data, principalmente as relacionadas com o acabamento dos pisos da catedral sendo finalizadas em 1288.
Ainda hoje, a catedral abriga a cabeça de São João Batista, relíquia adquirida em decorrência da Quarta Cruzada.
A construção da catedral neste período pode ser vista como resultado de uma necessidade e de oportunidade. A destruição dos antigos edifícios da cidade praticamente obrigou os moradores locais a erguer imediatamente uma nova catedral.
O longo e relativamente pacífico reinado de Luís IX trouxe muita prosperidade à região com base na agricultura e no fortíssimo comércio interno francês, o que tornou possível o investimento na construção.

## A Catedral

### Exterior
A fachada oeste da catedral, construída em uma única campanha, mostra um grau incomum de unidade artística: o seu nível inferior há três vastos alpendres que se estendem em toda a fachada sob a rosácea. Em cima da rosácea há uma galeria aberta, a galerie des sonneurs.
Como complemento duas torres foram construídas na fachada, a torre sul, concluída em 1366 e a norte, concluída em 1406.
Os portais da catedral são famosos por causa das esculturas elaboradas de santos católicos. As estátuas dos santos no portal da catedral de têm sido identificados como o local de veneração de São Domício, Santa Ulphia e São Firmino.
No livro Mr Standfast, John Buchan descreveu a Catedral de Amiens como "A mais nobre Igreja que a mão humana pôde construir".

### Interior
A indústria têxtil foi a componente mais dinâmica da economia medieval, especialmente no norte da França, e os comerciantes de tecidos estavam ansiosos para mostrar sua riqueza e potencial.
O interior contém obras de arte e decoração de todo o período da construção da catedral.
A Catedral de Amiens contém o maior interior medieval de toda a Europa Ocidental, apoiado por 126 pilares. Tanto a nave principal quanto o altar, repletos de vitrais, suportaram as catástrofes da Guerra. O ambulatório em volta do coro é ricamente decorado com esculturas policromadas e ladeadas por vários altares. Um dos mais suntuosos é o Drapers.

## Galeria de imagens

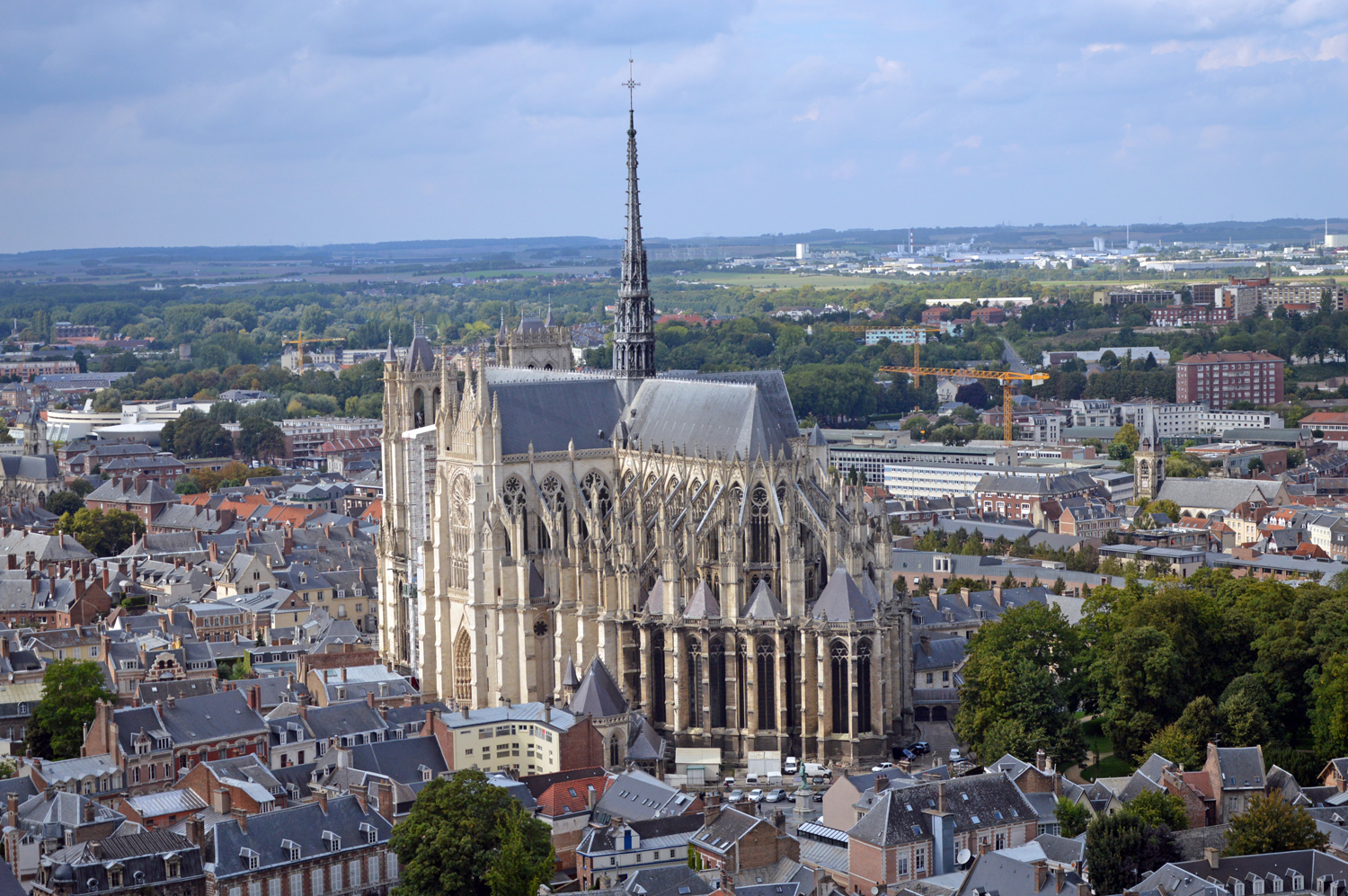
Catedral e a cidade de Amiens
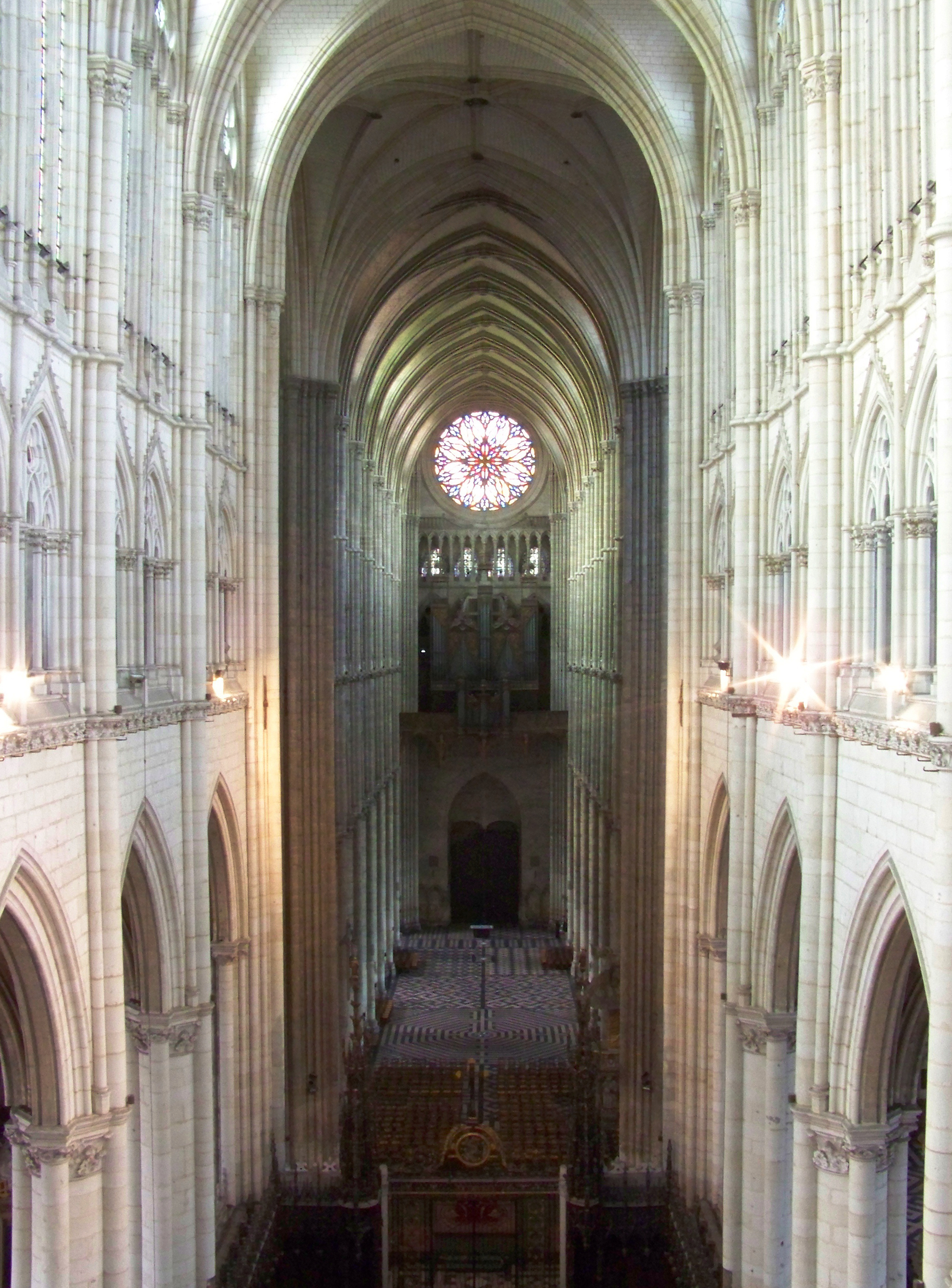
Interior da catedral.
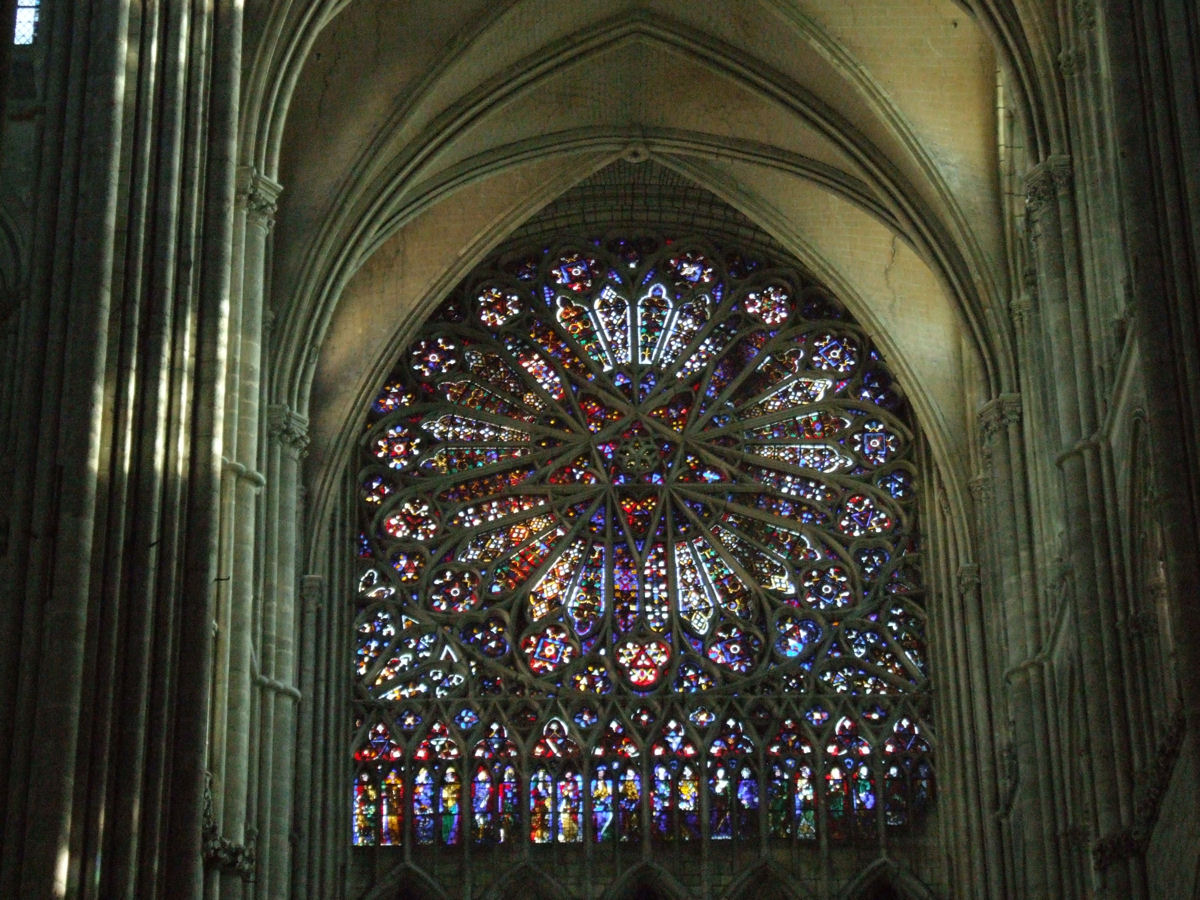
Um dos vitrais
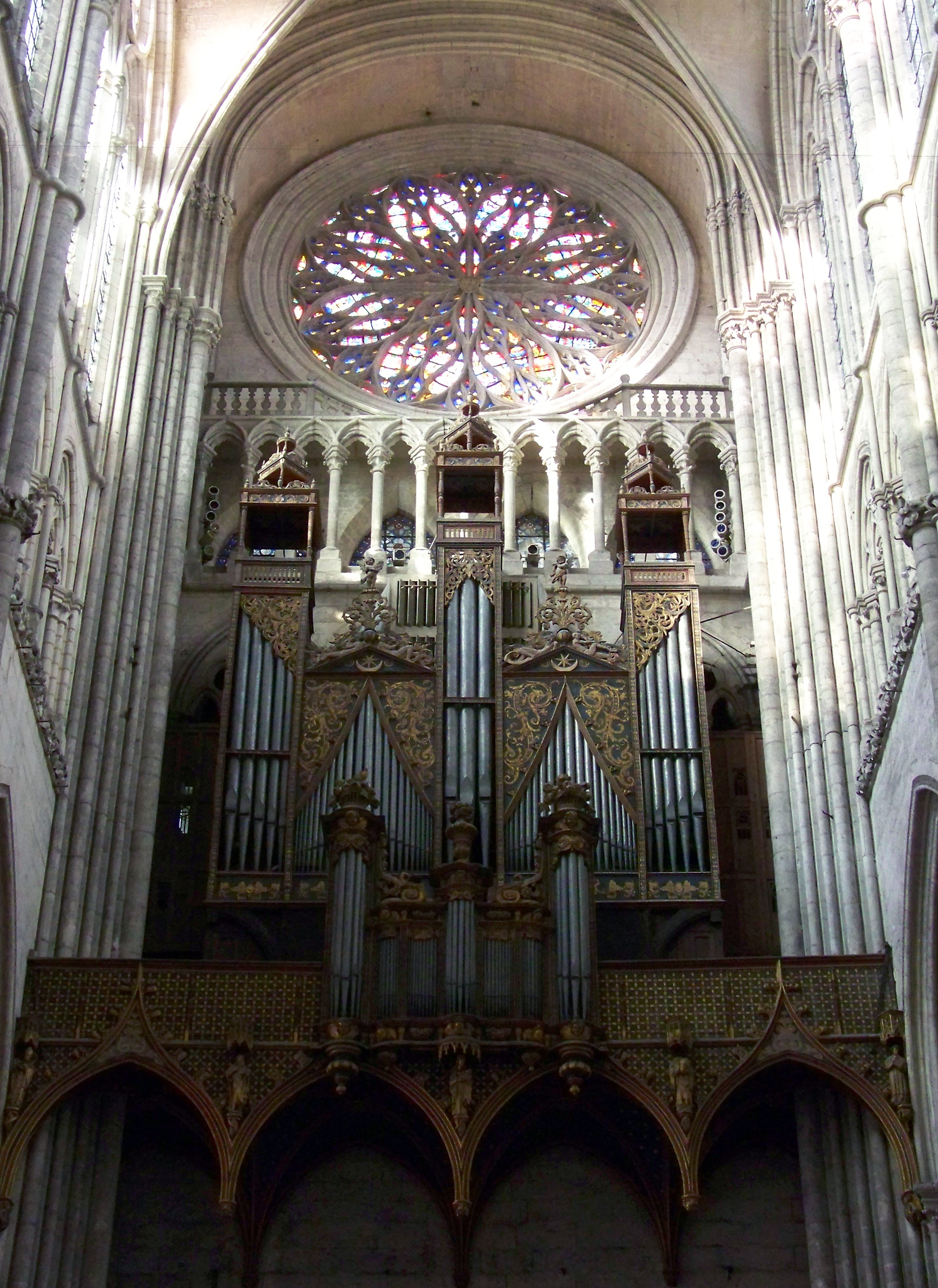
Órgão
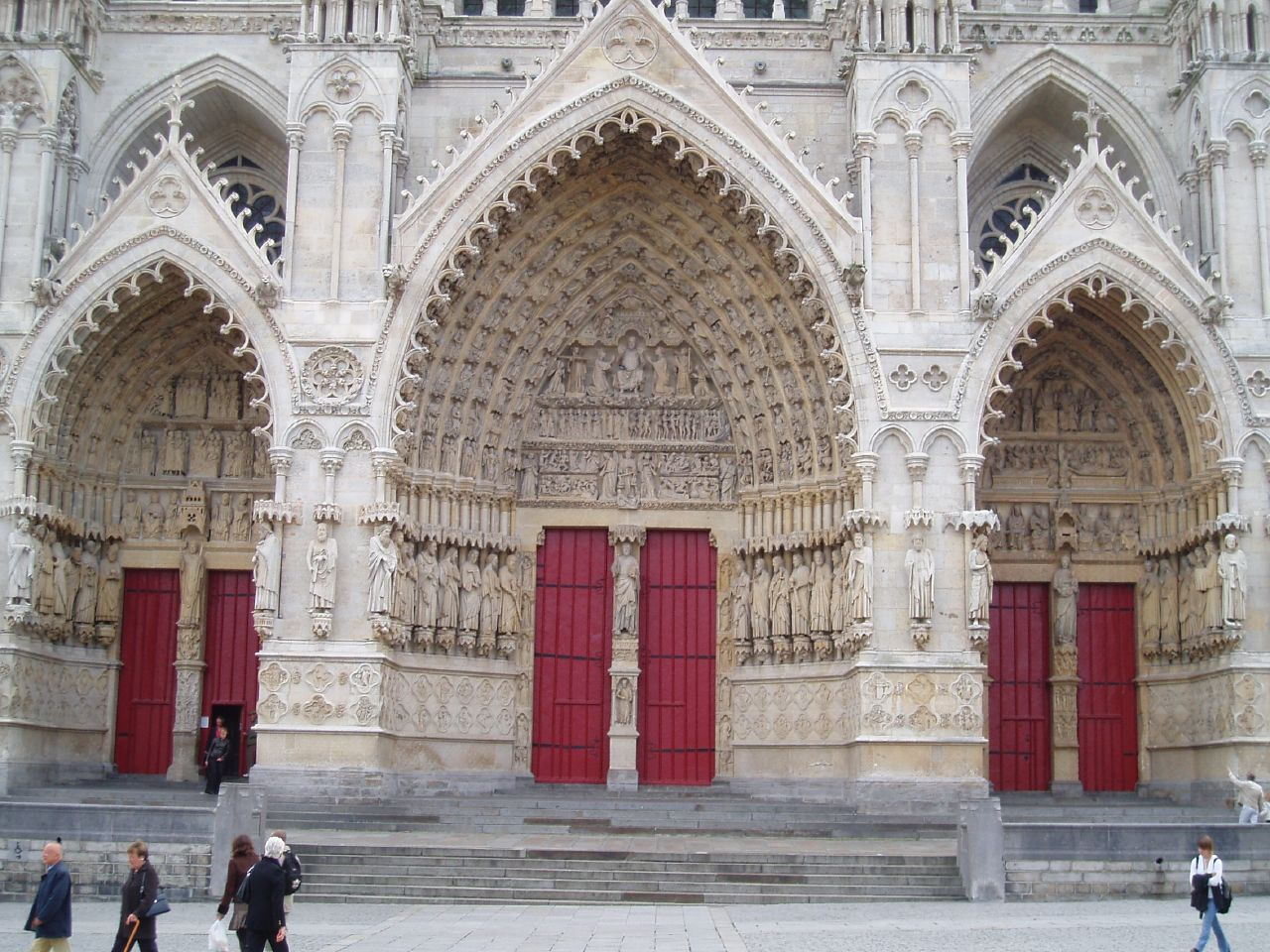
Os três portais da fachada ocidental.
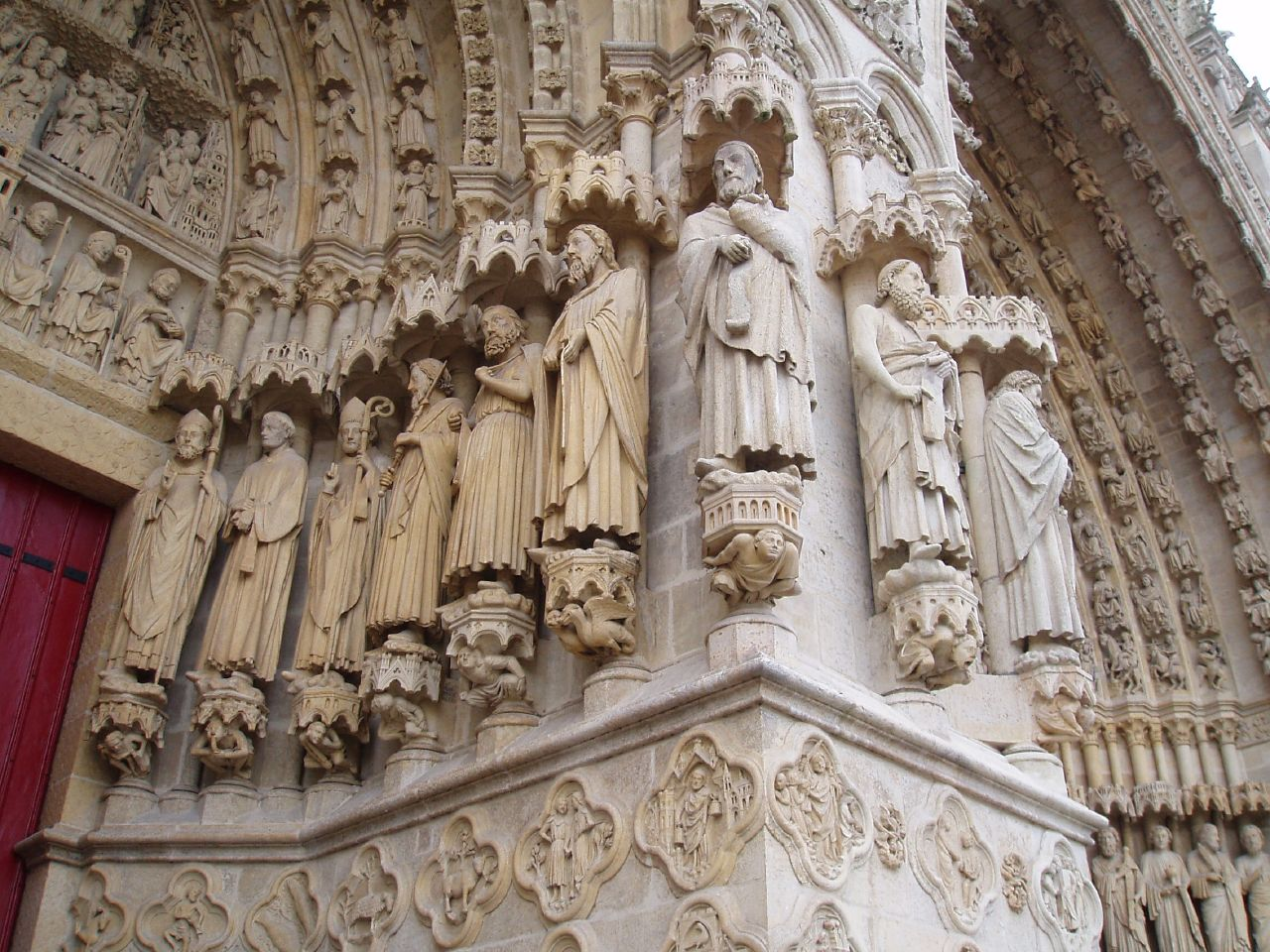
Detalhe do Portal de Sao Firmino.
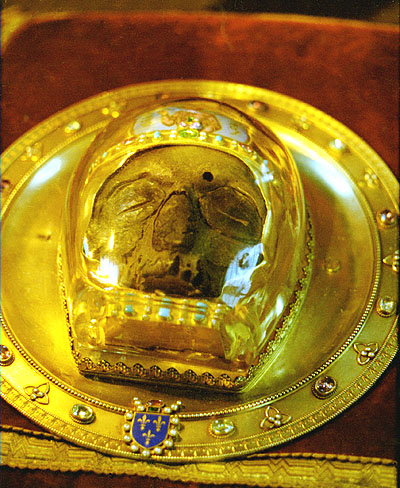
O crânio de Sao João Batista, uma das relíquias da catedral.
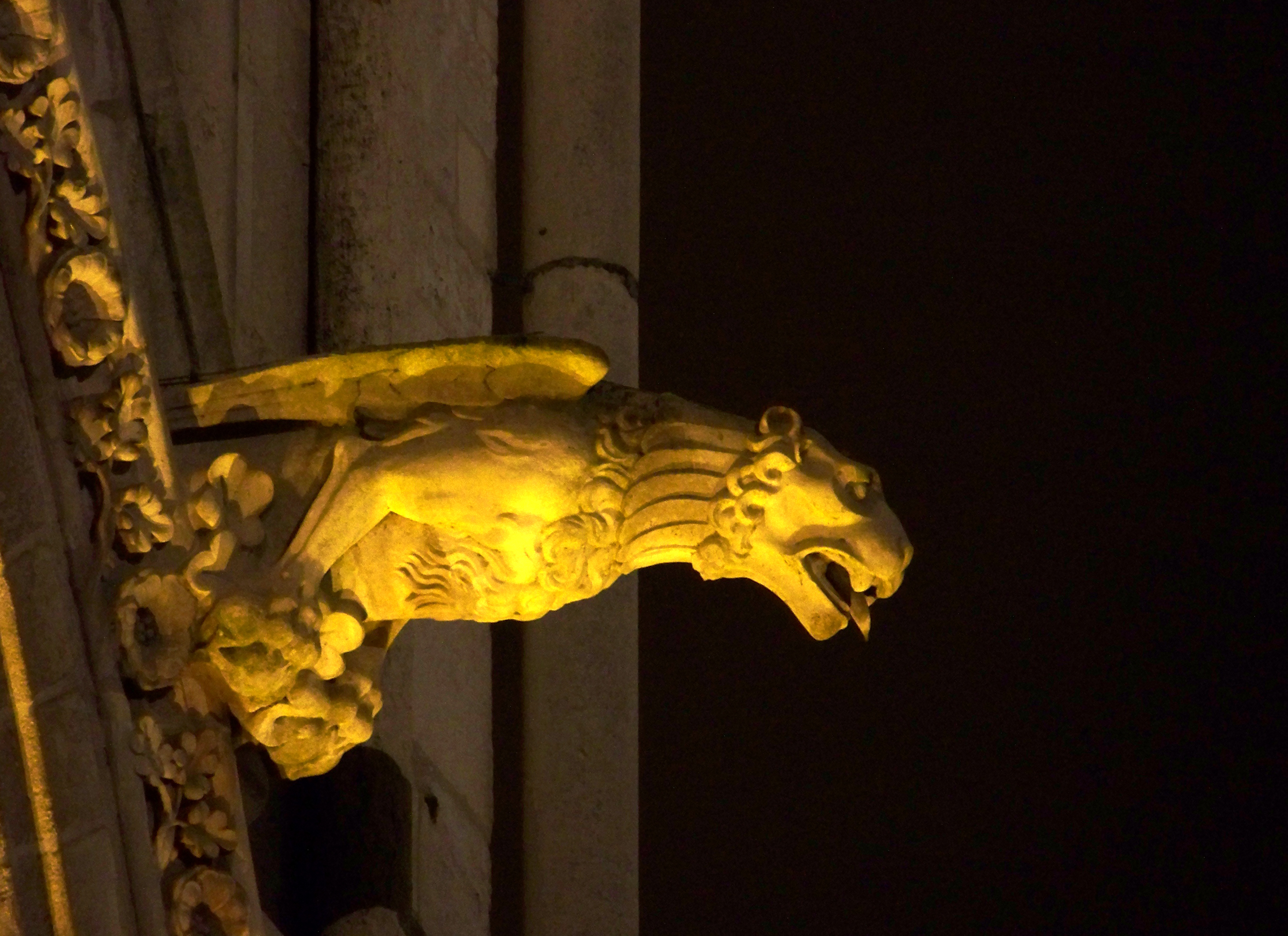
Gárgula
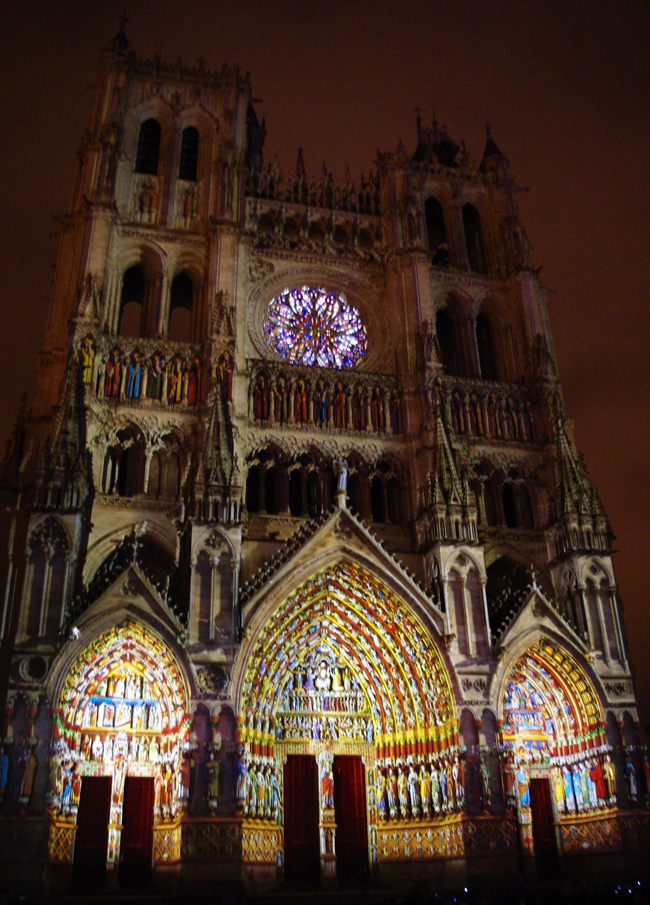
Catedral à noite